# Каленберг (Дренте)
Каленберг (нід. Kalenberg) — селище в нідерландській провінції Дренте. Входить до муніципалітету Гогевен.